# Okenia mediterranea
Okenia mediterranea (Ihering, 1886) è un mollusco nudibranco appartenente alla famiglia Goniodorididae.

## Descrizione
Corpo di colore bianco traslucido, man mano arancio, puntinato, verso il retro, con 9 paia di escrescenze o tentacoli ai bordi del mantello, la parte terminale di colore arancio. Sul dorso corre una linea escrescente arancio. I rinofori sono bianchi, lamellari, molto grandi, il ciuffo branchiale arancione, anch'esso di grandi dimensioni. Cresce fino a circa 1,5 centimetri.

## Biologia
Si nutre principalmente di Alcyonidium mytili e Paramuricea clavata.

## Distribuzione e habitat
Endemica del Mar Mediterraneo, rinvenuta spesso al largo della coste della Spagna.
Si trova preferibilmente su coralligeno e su gorgonie, in particolare Paramuricea clavata.